# Gans, Gironde
Gans är en kommun i departementet Gironde i regionen Nouvelle-Aquitaine i sydvästra Frankrike. Kommunen ligger i kantonen Bazas som tillhör arrondissementet Langon. År 2022 hade Gans 202 invånare.

## Befolkningsutveckling
Antalet invånare i kommunen Gans
Referens:INSEE